# Halwarti, Koppal
Halwarti là một làng thuộc tehsil Koppal, huyện Koppal, bang Karnataka, Ấn Độ.